# JR西日本35系客車
35系客车（日语：35系客車）是西日本旅客鐵道（JR西日本）于2017年（平成29年）制造的客车。

## 概要
SL山口号列车自1988年起在山口线上运行，从当时起便使用5节12系700番台复古客车。为迎接2017年9月举行的山口地方旅游活动，JR西日本决定投入新型客车，以取代使用了40多年的12系客车。2015年3月30日，JR公布了本车的制造计划。车厢制造由新潟运输系统承担，而这也是该公司首次制造除电力动车组和内燃动车以外的整组客车车厢。
本车以蒸汽机车牵引列车（即“SL列车”）为前提制造，旨在“以最新技术再现舒适的旧型车辆”。不仅重现了1920至1930年代国铁SL列车使用的MaITe49型、OHa35型、OHa31型客车的氛围，而且也采用了最新的安全对策。
同时，本车不但可以用C57型、D51型蒸汽机车或内燃机车、电力机车牵引，也可以由铁路除雪用的KiYa143型内燃动车牵引。
本车于2018年5月24日获得由铁道友之会颁发的第61届蓝丝带奖。铁道友之会给出了“实现高水准的开发概念，反映出保持蒸汽机车牵引列车永久运行的一个方向”的好评，而本车同时也击败了四季岛、黄昏特快瑞风等豪华列车。此次获奖是继1998年新干线500系电力动车组后，JR西日本自主研发的车辆时隔20年再次获奖；也是2000年东日本旅客铁道（JR东日本）的E26系客车之后，客车时隔18年第二次获奖。

## 构造

### 车体
本列车为防止腐蚀而採用钢制车体，车厢非宽体。车顶基本采用单层拱顶设计，位于5号车厢位置的SuHaTe35型采用双层设计，但并没有保留双层车顶原有的采光和换气功能。车顶安装有空调装置（见下文），以及没有实际功能、仅为美观用途的换气扇。車側面為咖啡色塗裝，車窗上下緣與1930年代至1950年代的鋼體客車一樣裝有強化帶。
车门处的形状与旧型客车类似，但出于安全考量没有保留手动的折叶门，而是使用了内藏式自动门。同时，车门采用半自动开关模式，在门边设有开关车门用的按钮。另外，本车还使用了旧型客车没有的关门提示音和防坠挡板，以保障乘客安全。
编组两端的车厢设有开放式展望甲板。与MaITe49型展望车一样，尾灯设置在展望甲板的栏杆上。

### 车内设备
本列车内部装潢采用与原型车不同种类的木材，并且进行了阻燃处理。车内照明采用白炽灯色的LED照明，也可以调节至与原型车相似的亮度，实现复原旧型客车的效果。
座席方面，ORoTe35型绿色车厢使用2列加1列的回转式大型可倾斜座椅，以及一组对面式座椅；普通车使用4人为一组的对面式座椅，其中一侧的2人座宽度为1700mm，设有大型桌板和100V电源插座。每节车厢都设有行李摆放处，而2号车厢可以存放大件行李。所有车窗均为单面升降式，普通车内不设窗帘，而采用木质遮阳板。
除NaHa35型（3号车）外，其余4节车厢均设有洗手间，采用昭和初期的设计，使用加装了智能马桶盖和自动水阀的坐便器；SuHa35型、OHa35型（2号、4号车）还设有男性小便器。而SuHaTe35型（5号车）内设有多功能洗手间，配备有轮椅用空间。
此外，NaHa35型（3号车）内还设有活动空间（设置了体验用驾驶模拟器和投炭小游戏）、展示角和販卖部，以及乘务员专用室。

### 主要机械

#### 电力系统
本车的车内电源发电装置与“黄昏特快瑞风”号87系内燃动车组所使用的相同，为驱动用柴油引擎与泛用低压发电机直接结合的系统，采用了小松制作所制造的SA6D140HE-3型柴油引擎及WDM11型泛用低压发电机（额定输出400kVA），两组分别安装在SuHa35型和SuHaTe35型（2号、5号）车厢。。引擎的额定转速为1800rpm，输出60Hz、440V的三相交流电。车厢之间的电源由WKE8A型电气连接器连接，连接器设在车厢的右前和右后位置（以津和野方向为前方，车厢右侧即山阳本线南侧）。控制电源使用的蓄电池同样安装在SuHa35型和SuHaTe35型车厢，由输出100V直流电的WNHB1型镍氢电池（容量60Ah），以及输出24V直流电的TRP15-6型铅蓄电池（容量175Ah）两种电池组成。
每节车厢车顶均装有2台空调装置，采用WAU708C型集中分散式空调，同时也配备引入新鲜外部空气的功能。
本车也安装有车辆异常举动检测系统，每节车厢车钩旁都装有2台车辆举动监视装置，车体中心附近装有车辆举动表示灯箱。

#### 空气供给系统
本车装备有WMH3119-WRC680型除湿装置一体化无给油卷式空气压缩机，位于SuHa35型、ORoTe35型、SuHaTe35型（2号、4号、5号）车厢。主风缸压强为780至880kPa。
每节车厢都安装有1台一体化的二室气缸，位于前方转向架的右侧，由储存空气压缩机空气的原气缸、用于控制车门开闭等的控制气缸两者组成；另外也安装有2台用于制动的供给气缸，位于转向架附近的车体中央部分。

#### 转向架
本列车采用WTR251、WTR251A、WTR251B型无枕梁转向架，以KiHa122、KiHa127型内燃动车采用的WTR248型副转向架为基础设计。由于蒸汽机车牵引性能有限，列车编组重量也受到限制，故出于轻量化的要求采用了圆锥积层橡胶式轴箱支撑方式，而基础制动仅采用踏面组合制动，车轴亦未使用盘式制动。WTR251A型在WTR251型上另安装有2台驻车制动，而WTR251B型为后轴上安装有1台驻车制动。
另外，本车也使用了防蛇行装置和撒沙装置。

#### 制动
本车采用制动反应性较好的电指令式空气制动，共有常用制动、紧急制动、驻车制动、耐雪制动和直通预备制动5种，也备有增压装置。制动指令由金属线传输，基本构造以321系电力动车组以后使用的系统为基础。转向架旁安装有WC117型制动控制装置，内部装有防抱死装置，按轴为单位进行控制。
牵引机车使用自动空气制动时，位于两端的ORoTe35型、SuHaTe35型（1号、5号）车厢的制动转换装置和紧急排出阀门装置将制动管压力转换为电指令；而紧急制动时，装备于中间3节车厢的电磁进出阀可以促进制动管减压。

## 编组与车型

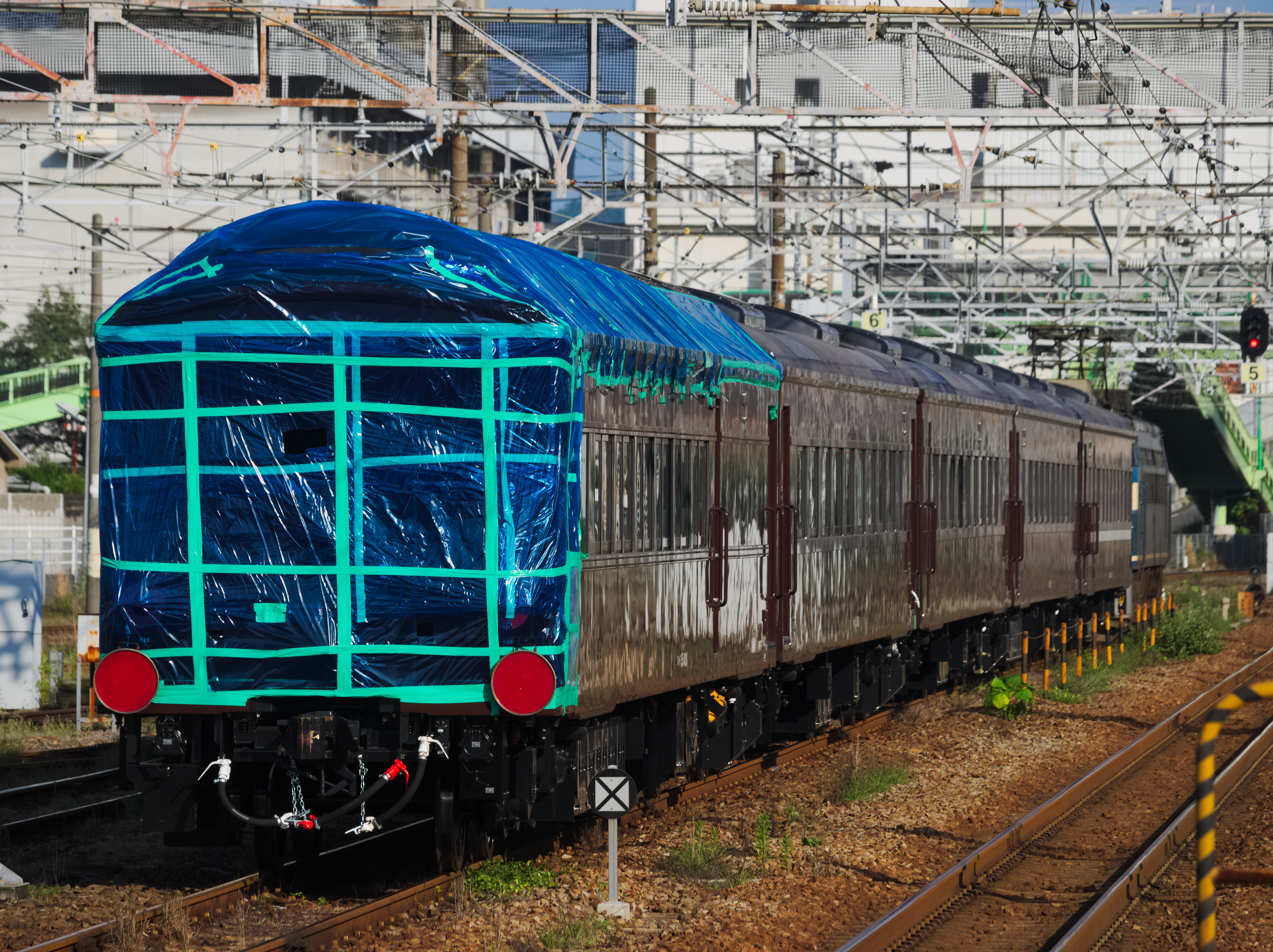
甲种输送途中的35系客车（2017年6月）

35系客车组成的“SL山口”号列车使用5种互不相同的车型，其中1号车（新山口方向第一节车厢）为绿色车厢，其余4节车厢为普通车指定席。与以往12系客车全列均为普通车指定席相比，本车是继东日本旅客铁道（JR东日本）定期运行的“SL磐越物语”号之后，第二列编组绿色车厢的SL列车。
车辆型号和编号基本沿袭自本车原型国铁35系客车，为了防止重复，全部5节车厢均从4001开始编号。

### ORoTe35型
1号车，定员23人。
模仿MaITe49型制造的新展望车，在新山口方向的一侧设有开放式展望甲板。出于安全考虑，展望甲板的栏杆较原型车些许加高。
车内设有2列加1列的可倾斜式座椅，附有电源插座；亦设有对面式座椅和大型桌板（见上文“车内设备”段落）。车厢两端的车顶部分较低，用于安装空调系统，而中间则设有数个美观用的换气扇型装饰。转向架与其他车厢相同，使用二轴的无枕梁转向架，而未采用三轴转向架。车厢靠津和野方向（2号车一侧）设有两个车门，一个为乘客上下车使用，另一个供乘务员使用。

### SuHa35型
2号车，定员64人。
参考原OHa35型客车制造，设有对面式座椅。车厢两端各有一个车门。
安装有列车用电源的发电装置。

### NaHa35型
3号车，定员40人。
参考原OHa35型客车制造。空车重量为28.9吨，为编组中最轻的车厢。

除对面式座椅外，还设有关于蒸汽机车的体验、学习空间（见上文“车内设备”段落）。本车厢同样在两端各有一个车门，但2号车一侧供乘客使用，4号车一侧的车门供乘务员使用。

### OHa35型
4号车，定员72人。
参考原OHa35型客车制造，车厢设计与SuHa35型（上述2号车）类似，但未安装发电装置和空气压缩机，故多出了8人的乘坐空间。

### SuHaTe35型
5号车，定员46人。
参考OHa31型客车制造，因为连接在列车末端，故设置了OHa31型所不具备的展望甲板。展望甲板与邻接的展望室之间并无分隔，这一点与有大型玻璃窗分隔的1号车厢（ORoTe35型）不同。
全编组中仅有本车厢采用双层车顶设计，并重现了两层车顶之间的天窗式构造。因此，本车厢高度为4090mm，较其他4节车厢的3865mm略高。空调装置位于车厢两端部分的两层车顶之间，相比其他车厢更不为明显。
车底安装有与SuHa35型同样的发电装置，而两处车门也分别供乘客和乘务员使用。两个门之间可无障碍通行，空间较宽阔，乘客用车门也进行了扩大，使得轮椅可以通过。

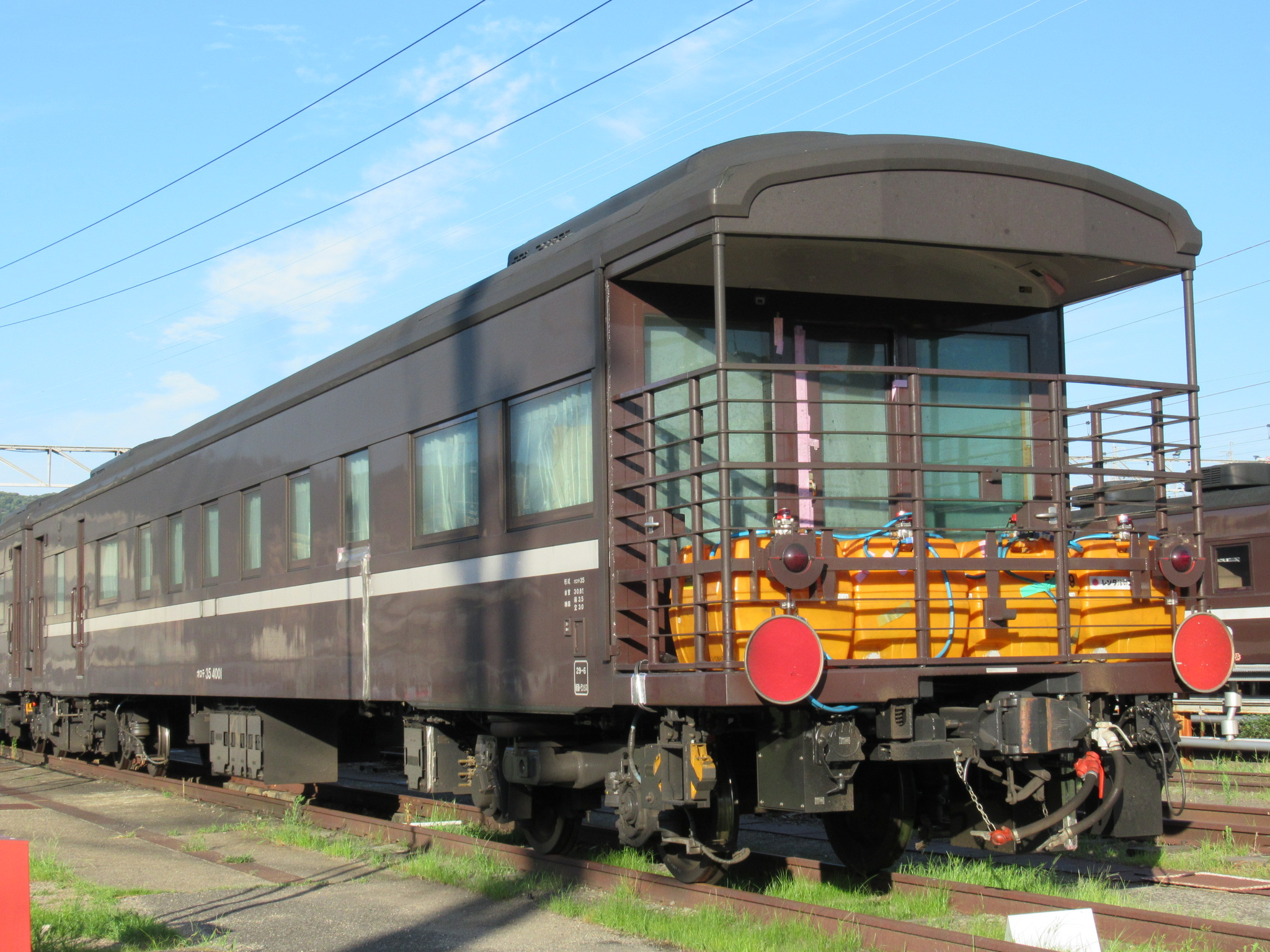
ORoTe35　4001
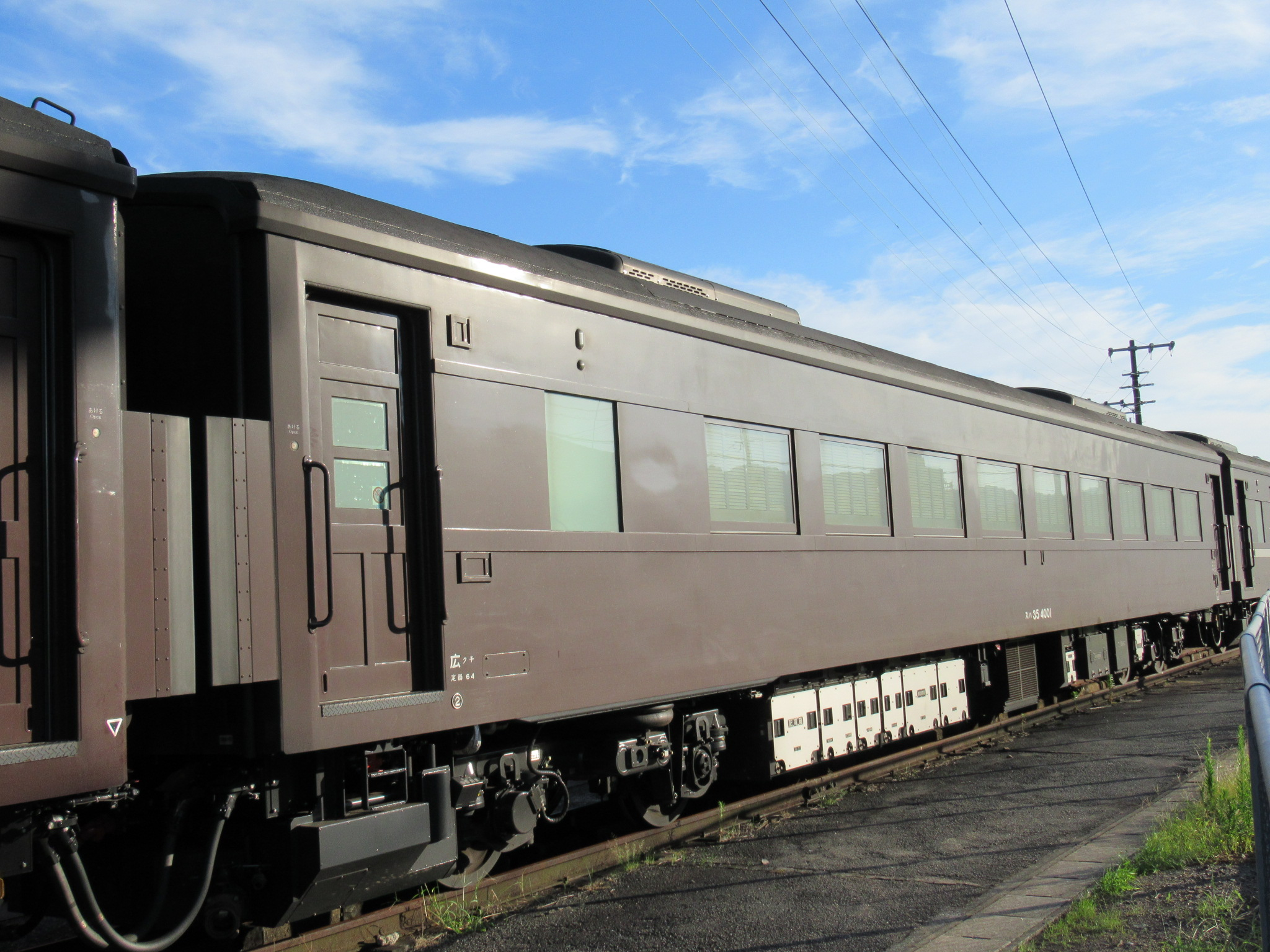
SuHa35　4001
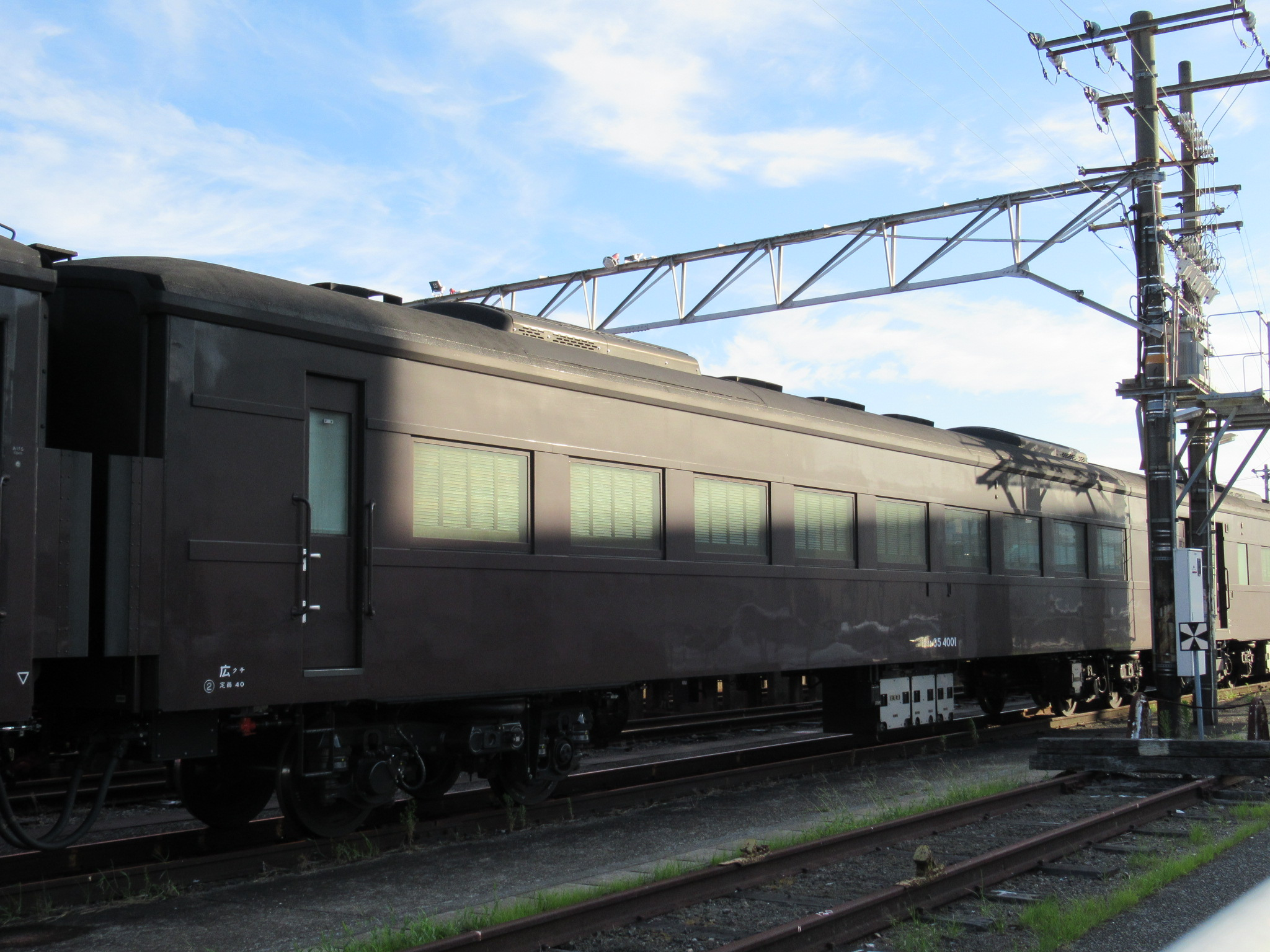
NaHa35　4001
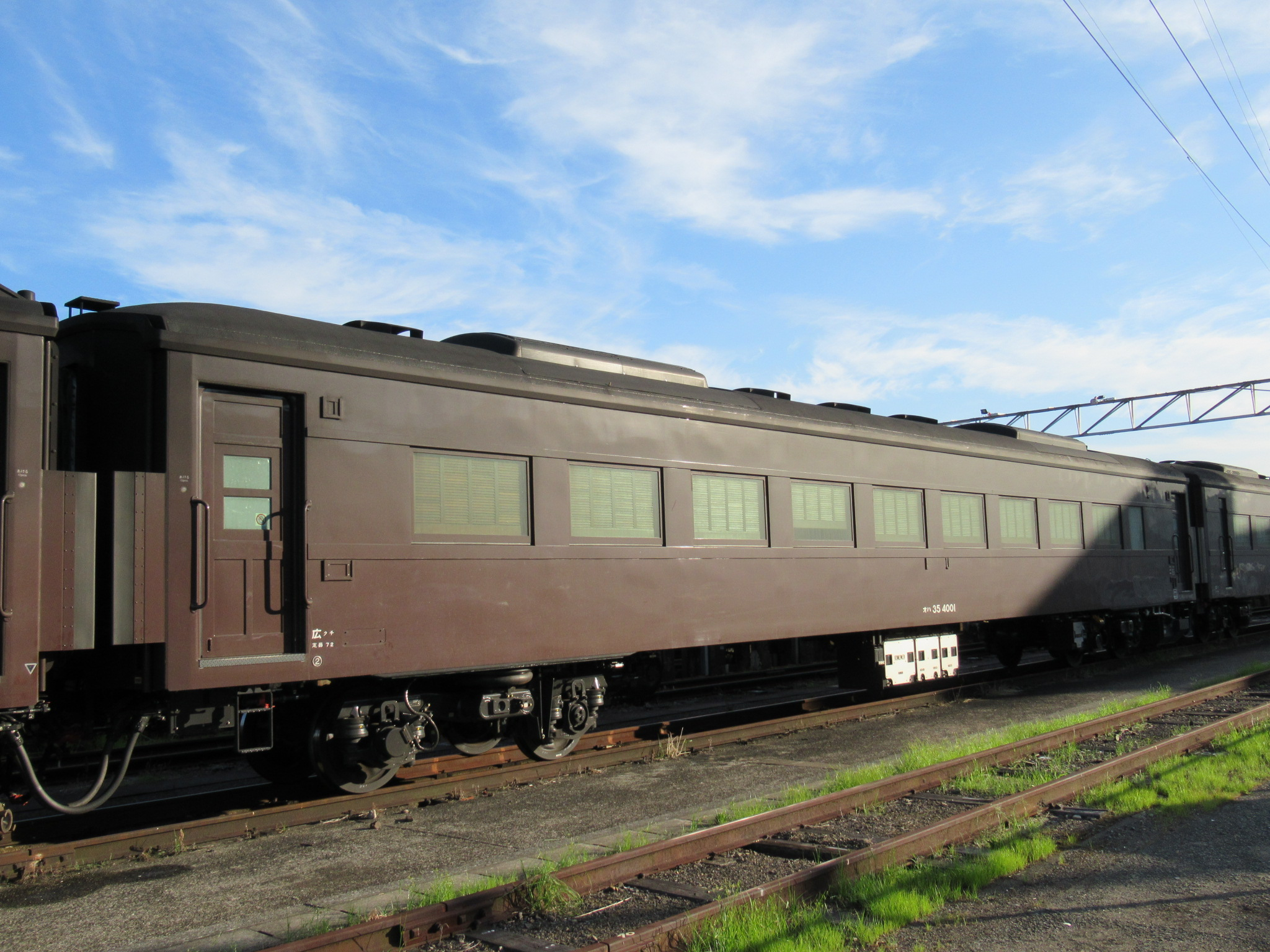
OHa35　4001
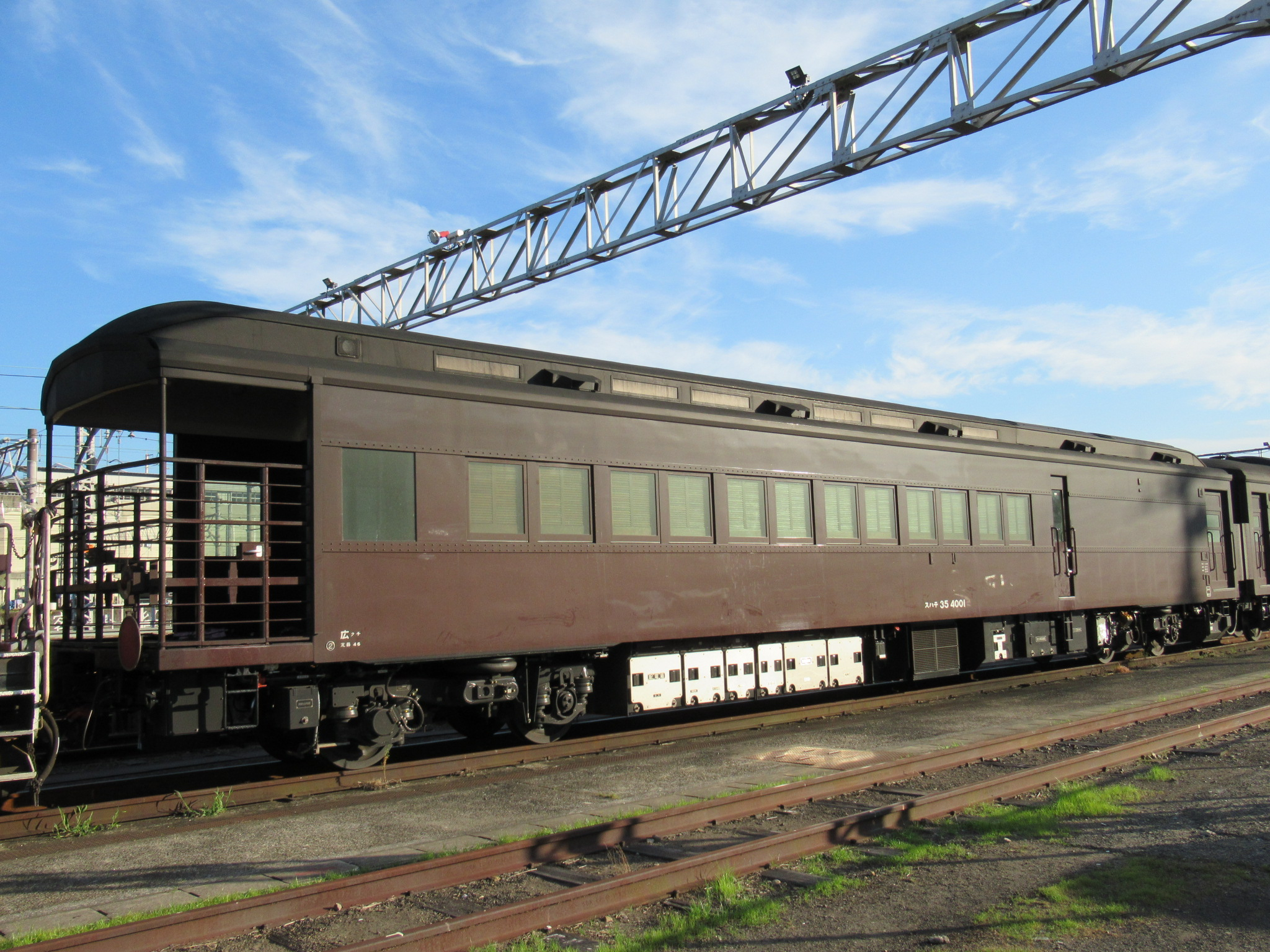
SuHaTe35　4001

## 运用
由新潟运输系统制造的全部5节车厢均配属下关综合车辆所新山口支所，并于2017年6月1日至2日从黑山站（新潟运输系统工厂最近车站）甲种输送至新山口站。同年6月5日起开始在新山口站至下关站间进行试运行。经过不断的往返试运行后，本车自9月2日起投入正式运行。除了一直以来牵引“SL山口”号的C57-1号蒸汽机车外，D51-200号机车也从11月开始加入运行（与C57-1号重联运行），12月起还加入了C56-160号机车参与运行。